# Free Your Mind 33
«Free Your Mind #33» es el primer LP de la banda japonesa Dragon Ash, lanzado en 1998.
Dragon Ash decidió lanzar este sencillo en formato LP porque después de la publicación de Buzz Songs en 1998, su nuevo sonido hip hop fue la escalada y hubo una gran demanda de versiones analógicas de "陽はまたのぼりくりかえす" (Hi Wa Mata Noborikuri Kaesu) y "Under Age's Song (Album Mix)". Además de estas dos canciones, también se actualiza "Fever" y "Baby Girl Was Born" canciones su álbum Mustang!, añadiendo más sonido hip hop. Su colaboración con MIHO en este LP también establece las bases para la producción del dúo KJ BOTS y colaborar con la producción de futuros álbumes para otros artistas como Sugar Soul, Wyolica, y Kaori Hifumi. Esto finalmente condujo a la creación del equipo de producción y grupo de hip hop Steady & Co.

## Lista de canciones

### Lado A
1. «Fever» feat. MIHO (Free Your Mind Mix) – 5:07
2. «Fever» (Instrumental) – 6:32
3. «陽はまたのぼりくりかえす» (Hi Wa Mata Noborikuri Kaesu) – 6:32

### Lado B
1. «Baby Girl Was Born» feat. MIHO (Daddy's Mix) – 6:32
2. «Baby Girl Was Born» (Instrumental) – 6:32
3. «Under Age's Song» (Álbum Mix) – 6:32

- Datos: Q5500174